# Предраг Милојевић
Предраг Милојевић (Рам (Велико Градиште), 25. децембар 1901 — Београд , 12. септембар 1999) био је српски новинар, књижевник, преводилац. Он је једна од најважнијих личности српског новинарства уопште.

## Биографија
Рођен је у Раму (Велико Градиште) у породици државног чиновника. Апсолвирао је Филозофском факултету у Београду 1923. године. Почео је да објављује 1921. а у међуратном периоду био је новинар листа "Политика".
У редакцију је, по властитим наводима, прешао још у јануару 1923, приближно у време када су се у новинарству опробавали и његови школски другови из истог разреда Треће београдске гимназије – Душан Тимотијевић, Живојин Вукадиновић, Драгомир Димитријевић (Лола), Сима Францен и Милан Бартош. Убрзо је постао сарадник у рубрици „Ситуација", на испомоћи уреднику унутрашње политике Владиславу С. Петковићу у прикупљању вести и писању извештаја.  У предњи ред „Политикиних” новинара избио је својом главном рубриком – политичком козеријом у „Београдској недељи” која је била замишљена као сатира неприличних појава у друштвеном и политичком животу. Редакција га је слала на краће специјалне дописничке задатке у Цариград, Пешту, Атину, Рим и Софију, да би 1929. постао дописник из Берлина.
Свестан да се налази на изворишту догађаја европске, убрзо и светске историје, исписивао је новинарску повесницу „Политике”, ”спајајући репортерски и коментаторски исказ, а већ изградивши самосвојан стил кроз непосредност израза и бистрину језика у посебном маниру преплитања информативних, забавних и наоко побочних, али снажних контемплативних деоница” (С. Г. Богуновић). У Берлину се и оженио, почетком марта 1936, гђицом Ирмгард Краузе. После чланка у ком је устврдио да Версајски мир за Немачку после Великог рата није никада био друго него изгубљени рат (”Политика”, 27 – 30. 4. 1935), те оцењујући да је права трагикомедија светске политике да се фирер као „баук рата” приказује као анђео мира, ту земљу је морао да напусти после интервенције тамошњег Министарства пропаганде. Редакција га је онда поставила за дописника из Лондона.
Када је британско Министарство информисања повело снажну ратну пропаганду, одбио је понуђено место новинара „Би-Би-Сија” на српском језику, не желећи да се приклони једној страни у рату, будући да је Краљевина Југославија у то време још устрајавала на политици неутралности.
Вративши се у „Политику”, краће време је радио у рубрици „Међу нама”, али је већ почетком 1940, на предлог редакције влади Краљевине Југославије, постављен за шефа Централног пресбироа Министарског савета 3. групе 1. степена (2. 1. 1940).
Под окупацијом био је новинарски ангажован од 1. до 78. броја листа „Ново време” као главни уредник, али је по одласку Владислава С. Рибникара у Бањички затвор и сумњи да није лојалан тадашњој Влади народног спаса, морао да одступи с тог места, прекинувши сарадњу и као новинар. Онда се сасвим повукао из јавног живота, издржавао се продајући имовину и преводећи с немачког (К. Хамсун, „Робови љубави”, 1943), али је одмах по ослобођењу Београда 1944. позван на састанак прве редакције „Политике”.
Између осталог и због примедбе Вука Драговића да је компромитован својим пређашњим радом у Пресбироу, остао је ван новинарства и без посла премда му је 1945. обновљено чланство у УНС-у. У редакцији је добио место коментатора тек 1. априла 1950, али је само две године касније избачен из листа на захтев Ј. Броза, по телефонском налогу Милована Ђиласа и одлуци директора Богдана Пешића о отпуштању појединих предратних новинара. „Политици” се вратио 20. 3. 1957. као уредник вести спољнополитичке рубрике. Од 1958. био је такође члан прве редакције „Илустроване Политике", али се током своје професионалне каријере никад није прихватио уредничког посла у „Политици”, нити био учесник у обликовању уређивачке политике листа.
Објавио је велики број репортажа, коментара и анализа, па и интервјуе са Черчилом, Хитлером, Мусолинијем... Преводио је Фојербаха ("Суштина религије"), Кафку ("Замак"), Хемингвеја ("Преко реке и у шуму"), Грина ("Бегунац"), Селму Лагерлеф ("Геста Берлинг"), Хамсуна, Џејмса. Добитник је Награде за животно дело Удружења новинара Србије, награде Београда ("Октобарска"), "Политике", Ордена Светог Саве, Ордена Југословенске круне. Тестаментом је оставио велика средства намењена за школовање младих новинара. Милојевић је био први члан Независног удружења новинара Србије, које је основано 1994. године.
Написао је антибиографију Кажем ја себи.

## Дела
- "Из прошлих дана",
- "О људима и ћудима",
- "Био сам присутан",
- "Кажем ја себи - антимемоари"[5],
- "Све године овог века".

## Награде
- 1998: Награда Браћа Карић